# Karen Margrethe Bjerre
Karen Margrethe Bjerre, född 28 juli 1942 i Herlev, död 24 oktober 2008, var en dansk skådespelare. 

## Filmografi (urval)
- 1981 – Historien om Kim
- 1985 – August Strindberg: Ett liv (TV-serie)